# کیشپلت
کیشپلت (به لوکزامبورگی: Kiischpelt) یک شهرداری در استان ویلتز کشور لوکزامبورگ است که ۳۳٫۵۸ کیلومترمربع مساحت دارد و جمعیت آن در سال ۲۰۰۹ میلادی ۸۹۸ نفر بوده‌است.